# Afro (album)
Afro è un album di Dizzy Gillespie, pubblicato dalla Norgram Records nel 1956. Il disco fu registrato a New York nelle date indicate.

## Tracce
Lato A
1. Manteca Theme – 4:10 (Gil Fuller, Dizzy Gillespie, Chano Pozo) – Registrato il 24 maggio 1954
2. Contraste – 2:45 (Dizzy Gillespie, Chico O'Farrill, Chano Pozo) – Registrato il 24 maggio 1954
3. Jungla – 4:44 (Dizzy Gillespie, Chico O'Farrill, Chano Pozo) – Registrato il 24 maggio 1954
4. Rhumba-finale – 4:43 (Dizzy Gillespie, Chico O'Farrill, Chano Pozo) – Registrato il 24 maggio 1954

Lato B
1. A Night in Tunisia – 4:19 (Dizzy Gillespie, Frank Paparelli) – Registrato il 3 giugno 1954
2. Caravan – 7:19 (Duke Ellington, Irving Mills, Juan Tizol) – Registrato il 3 giugno 1954
3. Con Alma – 5:05 (Dizzy Gillespie) – Registrato il 3 giugno 1954

## Musicisti
Brani A1, A2, A3 & A4
- Dizzy Gillespie  – tromba
- Quincy Jones  – tromba
- Jimmy Nottingham  – tromba
- Ernie Royal  – tromba
- Leon Comegys  – trombone
- J.J. Johnson  – trombone
- George Mathews  – trombone
- George Dorsey  – sassofono alto
- Hilton Jefferson  – sassofono alto
- Hank Mobley  – sassofono tenore
- Lucky Thompson  – sassofono tenore
- Danny Bank  – sassofono baritono
- Wade Legge  – pianoforte
- Lou Hackney  – contrabbasso
- Roberto Rodríguez  – contrabbasso
- Charlie Persip  – batteria
- Candido Camero  – congas
- Ramon "Mongo" Santamaria  – congas
- José Mangual  – bongos
- Ubaldo Nieto  – timbales
- Chico O'Farrill  – arrangiamenti

Brani B1, B2 & B3
- Dizzy Gillespie  – tromba
- Gilbert Valdez  – flauto
- René Hernandez  – pianoforte
- Roberto Rodríguez  – contrabbasso
- Candido Camero – percussioni
- José Mangual  – percussioni
- Ralph Miranda  – percussioni
- Ubaldo Nieto  – percussioni